# Procamallanus pacificus
Procamallanus pacificus is een rondwormensoort uit de familie van de Camallanidae. De wetenschappelijke naam van de soort is voor het eerst geldig gepubliceerd in 2006 door Moravec, Justine, Wurtz, Taraschewski & Sasal.